# Letralia
Letralia es una revista literaria fundada en Cagua, Venezuela, creada para la difusión de la literatura del mundo de habla hispana. Con su aparición el 20 de mayo de 1996, es la primera revista literaria publicada en Internet desde Venezuela[cita requerida] y también la primera en ser distribuida por correo electrónico en América Latina.[cita requerida] En la actualidad, Letralia posee un extenso archivo de obras, muchas de las cuales han alcanzado reconocimiento internacional.
El 22 y 23 de mayo de 2010, se llevó a cabo en Maracaibo, el Encuentro Nacional de Ciberliteratura y Escritores Inéditos, evento convocado en homenaje a Letralia organizado por la Universidad de Zulia.

## Premios
- 2006 - Finalista del Stockholm Challenge Award: Categoría Cultura (Suecia)[cita requerida]
- 2007 - Ganador del Premio Nacional del Libro (Venezuela)[cita requerida]
- 2008 - Finalista del Stockholm Challenge Award: Categoría Cultura (Suecia)[cita requerida]